# Faulbaum-Gespinstmotte

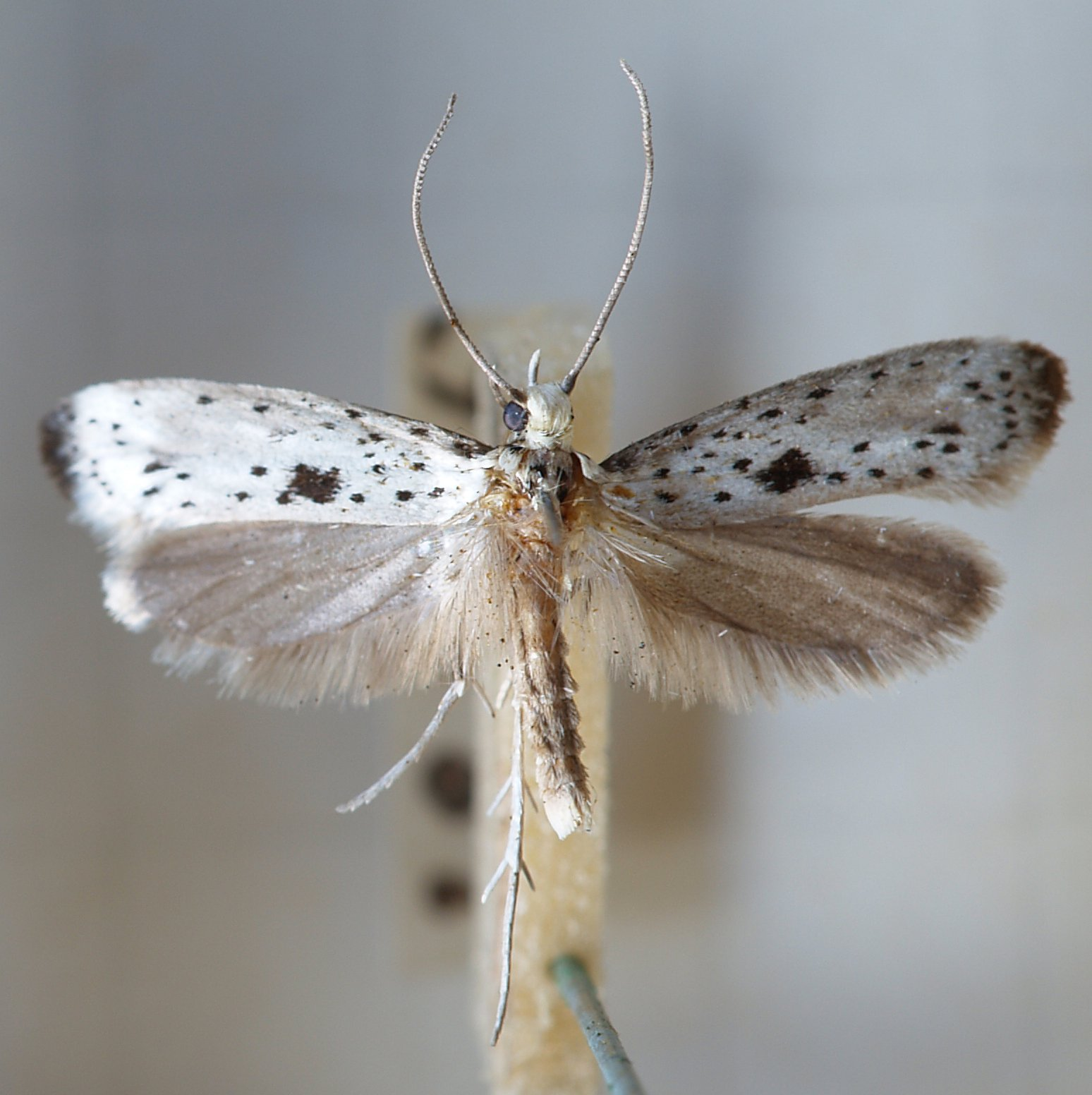
Faulbaum-Gespinstmotte mit ausgebreiteten Flügeln

Die Faulbaum-Gespinstmotte (Yponomeuta plumbella) ist ein Schmetterling (Nachtfalter) aus der Familie der Gespinst- und Knospenmotten (Yponomeutidae).

## Merkmale
Die Falter erreichen eine Flügelspannweite von 16 bis 20 Millimetern. Die Art zählt zu den einfacher erkennbaren Yponomeuta-Arten, da sich in der Mitte des Vorderflügels ein schwarzer Fleck befindet. Ein weiteres Unterscheidungsmerkmal ist eine schwärzliche Zeichnung an der Flügelspitze.
Die Raupen haben eine ockergelbe Farbe mit zwei Reihen schwarzer Punkte auf der Rückenseite mit je einem Punktepaar pro Segment.

## Lebensweise
Die erwachsenen Tiere (Imagines) fliegen von Juni bis August auf buschbewachsenen Hängen, Waldrändern, Parklandschaften und Gärten. Die Raupen spinnen sich in ein gemeinsames Gespinst ein und leben dort von April bis Juni. Manchmal sind sie auf den Sträuchern so zahlreich, dass die Wirtspflanzen erheblich geschädigt werden. Bevorzugte Nahrungspflanzen der Raupen sind das Pfaffenhütchen (Euonymus europaeus), der Faulbaum (Frangula alnus) und die Schlehe (Prunus spinosa).